# Поварня (Нижегородская область)
Поварня — деревня в Сергачском районе Нижегородской области.

## География
Находится на расстоянии менее 3 километров по прямой на восток от города Сергач, административного центра района.

## Население
| 2002 | 2010 |
| ---- | ---- |
| 4    | ↘2   |